# کامرریت
کامرریت  (به انگلیسی: Kammererite) با فرمول شیمیایی (MgCr)6 [(OH)8 - (AlSi)3 O10] از مجموعه کانی هاست و فلسی قابل انعطاف دارای لومینسانس گاهی نارنجی مات از نام یک مدیر معدن روس A.A.Kammerer گرفته شده‌است. محلول در HCl و SO4H۲ ترکیب شیمیائی پیچیده و ناپایدار. برای اولین بار در ترکیه کشف شد و از نظر شکل بلور: پهن و کوتاه- هگزاگونال، رنگ: قرمز ارغوانی، شفافیت: شفاف - نیمه شفاف، جلا: شیشه ای، رخ: عالی، سیستم تبلور: مونوکلینیک و در رده‌بندی سیلیکات است  و منشأ تشکیل آن دگرگونی است.
همایند کانی‌شناسی (پارانژ) آن - کرومیت- یوواروویت است
، از نظر ژیزمان بلوری - اگرگاتهای فلسی بسیار کمیاب است و بیشتر در روسیه، ترکیه، آمریکا یافت می‌شود.

## منبع
- پردیس کشاورزی ایران